# 不思議の国のトムキンス
不思議の国のトムキンス （ふしぎのくにのトムキンス、Mr. Tompkins in Wonderland）は、1940年にケンブリッジ大学出版局から出版された科学空想物語で、著者ジョージ・ガモフは原子核のアルファ崩壊理論やビッグバン宇宙論で知られた世界的な物理学者である。本作は、主人公トムキンスが夢の中で相対性理論や量子力学の効果が日常的に容易に観察出来る不思議な世界に入り込んで色々と思いがけない出来事を体験する、というかたちでこれら非日常的な物理の世界を解き明かす、という内容である。

## 日本語版の諸本
日本語版は伏見康治の訳で1943年に創元科学選書の1冊として刊行され、訳者まえがきで伏見は「これは物理学の漫画である」と述べた。そして多くの若者を誘って物理学者への道をとらせるのに力があった。現在はトムキンスを主人公とする他の3つの物語と合本されて『トムキンスの冒険』 (白揚社、1990年) として書店に並び、その第Ⅰ部の前半が『不思議の国のトムキンス』である。
また、『不思議宇宙のトムキンス』 (白揚社、2001年) は、ラッセル・スタナードが『不思議の国のトムキンス』とその続編『原子の国のトムキンス』Mr. Tompkins explores the atom (1944年) とを合わせたものに最新の知見を加えて改訂・加筆し、それに新たに書き下したいくつかの章を付け加えて1999年に出版した改訂版 The New World of Mr. Tompkins の翻訳である。
ガモフの書いたその他一連の科学啓蒙書については項目「ジョージ・ガモフ」の著作リストを参照。

## 内容
本書は次の八つの話からなっている。なお日本語版は縦書である。
- 第1話 のろい街
- 第2話 相対性理論に関する教授の講演
- 第3話 休息の一日
- 第4話 空間の湾曲、重力および宇宙に関する教授の講演
- 第5話 脈動する宇宙
- 第6話 宇宙オペラ
- 第7話 量子玉突き
- 第8話 量子のジャングル

主人公のトムキンスは町の銀行のしがない事務員である。ある休日、彼はその地方の大学が現代物理学の諸問題について連続した公開講演会を開くという新聞の案内に目をとめて、退屈しのぎにそれを聞きに行く。そして相対性理論の話を聞いているうちに寝込んでしまい、目が覚めたらとある街角に居た、という設定で第1話が始まる。
第1話ではトムキンスは光の速さが時速20kmという「のろい」街にいて、自転車に乗って走るだけでローレンツ収縮や時計の遅れといった相対論的効果を体験する（注意: ここにある、まるで「映画館のワイドスクリーンを昔のテレビの4:3の画面に縮めたような絵」は、冒頭にあって大変印象的であることもあり有名だが、実際には光速度が有限であることから起きる光行差など「光学的な理由による」見え方への影響のほうが大きいことや、「ローレンツ収縮」と「ローレンツ変換」の違いなどが後に指摘されるよりも前に書かれた（描かれた）ものであり、実際にはこのようには見えないはずである）。第2話は彼がこの夢を見る誘因となった教授の講演内容である。
第3話ではトムキンスは休暇を取って海岸へ旅行する。そして汽車で教授と一緒になり、とある駅での殺人事件に関連して同時性に幅があることを体験する。海岸のホテルに着いた彼は教授とその令嬢モードとに出会う。　そして教授から宇宙の湾曲の話を聞いている間に空間の曲率や量子定数が大きく変動する不確定性の波に襲われ、大混乱に巻き込まれる。第4話は空間の湾曲に関する教授の講演の内容である。
第5話ではトムキンスは宇宙の直径が10kmで脈動周期が2時間という世界で、教授と2人で直径10mの岩の上に立っていて、宇宙の曲率や膨張・収縮の効果を体験する。
第6話では町にもどったトムキンスが町のオペラ劇場でモード嬢と一緒にオペラを観る。オペラでは、宇宙の創造、ビッグバン宇宙論と定常宇宙論の内容の歌詞でいくつかのアリアが歌われ、オペラの後で教授がこの両宇宙論の論争を歌った詩を教えてくれる。
第7話の前半ではトムキンスは町の玉突き場へ出かけ、ここで突かれた玉が「粥のように」広がるのを目にする。居合わせた教授が、この玉は量子定数がとても大きいので不確定性関係が目に見えると教えてくれ、零点振動やトンネル効果を実験して見せてくれる。後半は量子効果に関する教授の講演内容である。
第8話ではトムキンスは教授と狩りの名人リチャード卿と一緒に象に乗って、量子定数の極めて大きい「量子のジャングル」へ虎狩りに出かける。そしてそこで1頭の虎が激しく動いて象の周り一杯に広がり、ライフル銃を乱射してようやくしとめたり、1匹のカモシカが林を走って回折現象で何十匹にも見えたりすることを経験する。